# Maltesholms cementfabrik
Maltesholms cementfabrik var en cementfabrik i Östra Sönnarslöv i Kristianstads kommun, som grundades 1898 som Maltesholms Cement AB av bland annat Magnus De la Gardie, ägare till Maltesholms slott. Aktiekapitalet var från början 700.000:-
Fabriken arbetade från början med den halvtorra metoden och 4st Schneider-ugnar, år 1908 byggdes fabriken om till den torra metoden och två roterugnar. Årskapaciteten var nu 300.000 fat om 180kg.
Cementfabriken hade ett eget sågverk i Ekestad och den hade också ett eget tunnbinderi med ett 50-tal tunnbindare för tillverkning av laggkärl för eget bruk att packa cement i. 
Från fabriken gick ett tre kilometer långt stickspår till Gärdsbanan. På denna fraktades cementtunnor ut, med exporterad cement vidare från Åhus hamn.
Cementa köpte 1925 Maltesholms cementfabrik och lade ned den 1928. Fabriken revs, men kalkbrottet och den kvarvarande fabriksmiljön togs 2023 med i en utvidgning av området av riksintresse för kulturmiljövården "Maltesholm" genom beslut av Riksantikvarieämbetet.